# سان-جوليين-سور-فيل
سان-جوليين-سور-فيل (بالفرنسية: Saint-Julien-sur-Veyle)‏ هي بلدية فرنسية تقع في إقليم الآن. رمز إنسي لها هو:1368. أما الرمز البريدي لها فهو: 1540.